# Atari Falcon

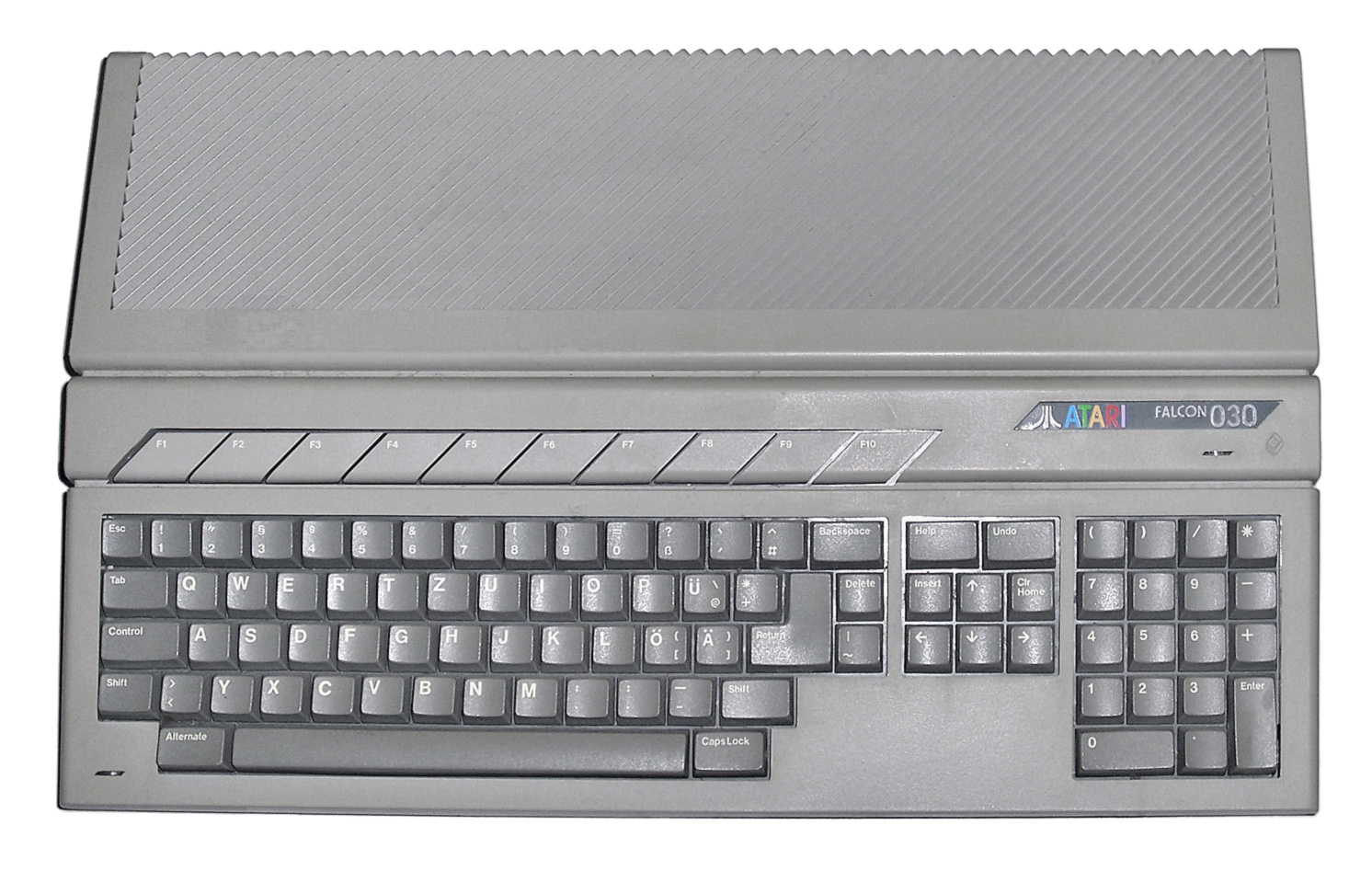
Atari Falcon030

Atari Falcon var Ataris sista dator, och tillverkades 1992.
Precis som Atari TT så levererades Falcon i grundutförandet med Motorolas processor MC68030, men den kunde även fås med de kraftfullare MC68040 och MC68060. Falcon har även en hjälpprocessor, Motorola MC56001 DSP för ljud/bild, snabb men svårprogrammerad (för sin tid). Falcon sålde bara runt 60 000 enheter över hela världen mycket på grund av att Atari själva inte backade upp datorn med reklam och den var ganska dyr så folk valde nu istället PC vars marknad hade fått rejäl fart. Falcon tillverkades vidare på licens av C-Lab och kallades då MK-I/MK-II. Det blev dock relativt dyra maskiner och få såldes. Falcon var en musikdator som kunde utföra hårddiskinspelningar i 8 kanaler in på en scsihårddisk (scsi 2 stöds), den användes liksom sin föregångare Atari ST av många musikmakare (därav C-labs licens). Idag används maskinen av de kvarvarande fansen och viss hårdvara byggs i små serier, bland annat ett CPU-kort CT60 med en MC68060 processor.